# Leptogaster pyragra
Leptogaster pyragra là một loài ruồi trong họ Asilidae. Leptogaster pyragra được Janssens miêu tả năm 1957. Loài này phân bố ở vùng nhiệt đới châu Phi.